# Kerkhof van Éperlecques

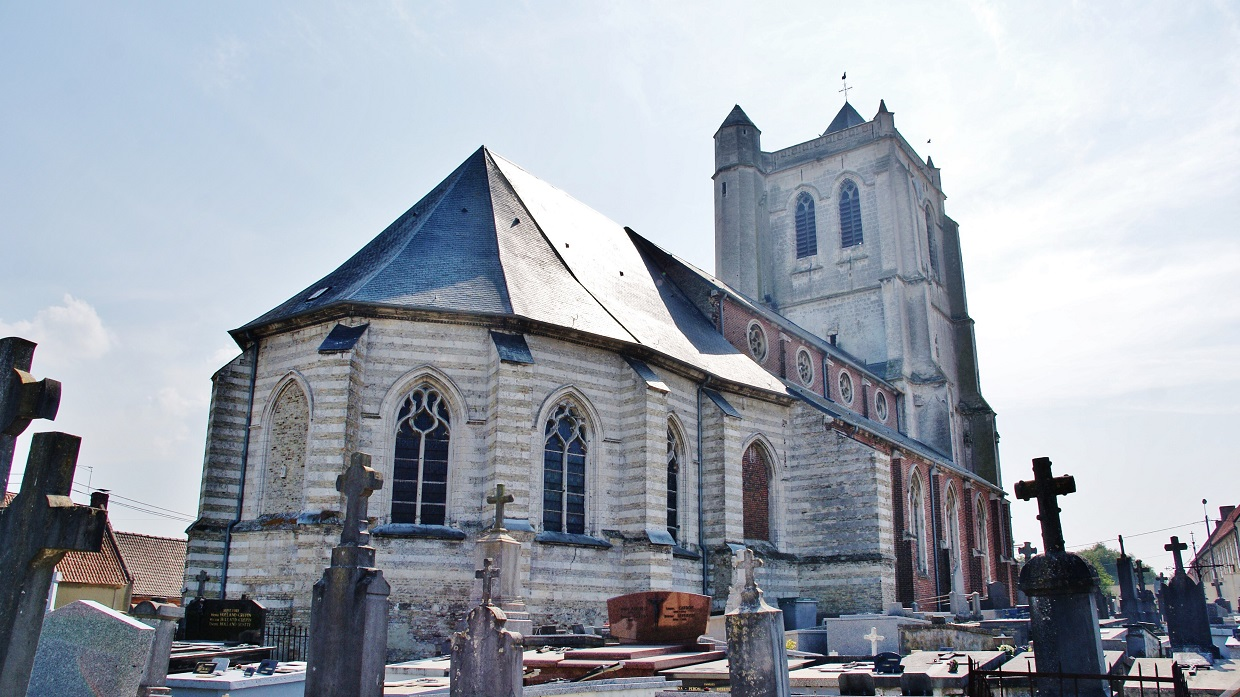
Kerk en kerkhof van Éperlecques

Het Kerkhof van Éperlecques is een gemeentelijke begraafplaats in de Franse gemeente Éperlecques in het departement Pas-de-Calais. Het kerkhof ligt in het dorpscentrum rond de Église Saint-Léger.

## Britse oorlogsgraven
Tegen de westelijke muur van het kerkhof liggen twee Britse oorlogsgraven. Eén graf is van Robert Dick, geleider bij het Army Service Corps. Hij sneuvelde in de Eerste Wereldoorlog op 18 augustus 1917. Het andere graf is van Geoffrey Edward Lang, Flight Sergeant bij de Royal Air Force en sneuvelde in de Tweede Wereldoorlog op 28 mei 1940. Hij werd onderscheiden met de Distinguished Flying Medal (DFM). De graven staan bij de Commonwealth War Graves Commission geregistreerd onder Eperlecques Churchyard.